# جسر بيرسيك
جسر بيرسيك هو جسر عبر نهر الفرات في مدينة البيرة (بيرسيك) في الجمهورية التركية. يبلغ طول الجسر حوالي 695 مترًا. وهو جسر قوسي طويل يمر فوقه الطريق السريع D.400. ويُعد واحدًا من أهم 50 مشروع للهندسة المدنية في تركيا وفق تصنيف الغرفة التركية للمهندسين المدنيين.

## المكان
بمر فوق هذا الجسر الطريق السريع D.400 ، الذي يمتد من جنوب غربي تركيا إلى جنوبها الشرقي. ويمتد الجسر فوق نهر الفرات في موضع 37°02′N 37°58′E / 37.033°N 37.967°E. يمثل نهر الفرات الحد الفاصل بين مدينة نسيب في مقاطعة غازي عنتاب ومنطقة بيرسيك في مقاطعة شانلي أورفا. تقع بيرسيك في شرق الجسر بينما تقع نسيب على بعد حوالي 16 كم إلى الغرب.

## المشروع والبناء
حتى عام 1956، كان التنقل بين غازي عنتاب وشانلورفا صعبًا، حيث كان يتعين على جميع المركبات الانتقال باستخدام العبَّارات البدائية فوق نهر الفرات. كان مشروع هذا الجسر يُمثِل أحد المشاريع الكبرى لتركيا في الخمسينيات. حازت شركة Amaç Ticaret Türk AŞ على امتياز إنشاء الجسر. وتم الفحص الحكومي من قبل المديرية العامة للطرق السريعة في تركيا. بدأ بناء الجسر في أغسطس 1951، وتم الانتهاء من بناء الجسر في مارس 1956.

## التفاصيل
يبلغ طول جسر بيرسيك هو حوالي 695 مترًا، ويبلغ اتساعه حوالي 11 مترًا، ويخصص 1 متر على كل جانب للسماح بسير المشاة. أما عن تصميم الجسر فله خمسة أقواس فوق نهر الفرات وأربعة عشر مقطعًا فوق الأرض.
ويتكون التصميم «القوسي» (بالإنجليزية: Arch bridge) من دعامات تتشكل في نهايته على هيئة قوس منحن. مما يعمل على نقل وزن الجسر وأحماله جزئيًا بالاتجاه الأفقي من قبل الدعامات في كلا الجانبين. وهذا الجسر مكون من سلسلة من الأقواس.
تتميز هذه النوعية الجسور بأنها لا يتولد فيها سوى قوى محورية بسبب البنية القوسية للجسر التي تحول جميع القوى فيه إلى قوى ضاغطة على المحور الوسطي.
في وقت انتهاء الإنشاءات كان هذا الجسر هو ثالث أطول جسر في تركيا، بعد كلا من جسر كاركاميس وجسر Uzunköprü.

## أحد أفضل 50 مشروعًا للهندسة المدنية في تركيا
أدرجت الغرفة التركية للمهندسين المدنيين هذا الجسر ضمن قائمة أفضل خمسين مشروعًا هندسيًا في تركيا، وهذه القائمة تضم العديد من المشاريع الهندسية البارزة التي تحققت في الخمسين سنة الأولى لغرفة المهندسين المدنيين.